# Justin Taylor
Justin Taylor és un dels personatges principals de la sèrie de televisió Queer as Folk, basada en la versió britànica de Nathan Maloney. Durant la sèrie, Justin, que és interpretat per Randy Harrison, és l'interès romàntic de Brian Kinney i la relació de tots dos causa tensió entre Brian i el seu millor amic, Michael. Debbie l'anomena "Sunshine" pel seu caràcter alegre i bonic somriure.

## Context i Formació
Justin va nàixer en una família de classe mitjana a Pittsburgh. Sa mare és Jennifer i son pare, Craig, un home de negocis graduat al Dartmouth College. Craig desitja que el seu fill vaja a Dartmouth encara que el somni de Justin és ser un artista. Justin té una germana xicoteta anomenada Molly (que apareix només en dos episodis) i la seua millor amiga és Daphne Chanders. Justin i Daphne assisteixen junts a la preparatòria St. James, una escola religiosa i privada.

## Perspectiva General
En l'episodi pilot, Brian coneix Justin, que és verge, fora del club gay Babylon, i el du a sa casa per tindre sexe amb ell. Justin és el responsable d'anomenar Gus al fill biològic de Brian i Lindsay Peterson. Després de la seua trobada, Justin s'enamora de Brian i d'alguna forma aconsegueix de gitar-se amb ell un altre cop, trencant així la regla de Brian: no tindre sexe amb la mateixa persona més d'una vegada. Açò provoca la gelosia i l'hostilitat de Michael, el millor amic de Brian, cap a Justin perquè està secretament enamorat del seu amic. Durant la primera temporada, els pares de Justin tracten d'acceptar la seua homosexualitat, però finalment el seu pare el fa fora de casa. Ell roman allunyat del seu pare per la resta de la sèrie, mentre que a la seua mare li costa un poc de temps entendre el seu fill, però després d'uns mesos es converteix en el seu suport i s'involucra en PFLAG.
Justin confeça que és homosexual a la seua millor amiga Daphne. En la primera temporada ella li demana ser qui li prenga la virginitat perquè ell ja té experiència. Ell accepta, i Daphne s'enamora d'ell igual com Justin s'enamora de Brian. De qualsevol forma, Justin desisteix i encara que tenen una baralla després tornen a ser amics.
Justin tracta de moltes formes que Brian s'enamore d'ell també, incloent competir (i guanyar) el concurs "El rei de Babylon", robant un dels trucs de Brian, ballant amb xics que a ell li agraden, i invitant-lo a la seua graduació, entre altres coses. Encara que res sembla donar resultat, Brian se presenta en la graduació de Justin i balla amb ell, besant-lo davant de tots els seus companys. Justin la descriu com "la millor nit de la seua vida."
Justin és acceptat en el Dartmouth College però opta per anar a l'Institut de Belles Arts a Pittsburgh per a seguir els seus somnis. Després de la seua graduació és colpejat per un altre estudiant, Chris Hobbs, que el deixa en coma per dues setmanes i amb la mà trencada, limitant la seua habilitat per a dibuixar. Gràcies a un ordinador que aconsigueix Brian, Justin continua amb el seu art en el PIFA. Amb l'amic de Brian, Michael Novotny, creen un còmic d'un superheroi gai anomenat "Rage", basat en les històries de les seues pròpies vides.
Experimenta problemes de diners quan el seu pare es nega a pagar per la seua tuició, aleshores Justin decideix convertir-se en un go-go dancer a Babylon, encara que Brian li insisteix que el pot ajudar. El nou treball nocturn de Justin el deixa esgotat i després d'una desastrosa experiència en una festa en la que fou forçat a acompanyar al seu cap, i a on diferents homes tracten de violar-lo, finalment renuncia i accepta l'ajuda de Brian.
Justin comença una relació amb Ethan Gold, un estudiant brillant de violí, quan sent que Brian no li està donant l'amor i l'afecte que vol. Després que Ethan l'enganyara amb un fan, Justin li fa cas a Daphne i tracta de recuperar a Brian aconseguint un treball a l'agència de Brian. Després de diferents setmanes tenses, Justin finalment aconsegueix seduir a Brian una vegada més en la seua oficina. Açò durà a la reconciliació i al fet que continuen junts.
En més d'una ocasió, Justin salva a Brian de problemes legals. La primera vegada metre ell està amb Ethan, ell fa que el nebot de Brian diga la veritat sobre si Brian va abusar d'ell. Quan es descobreix que ha tingut relacions amb el seu cap, Brian, aleshores Justin va a l'institut pel desacord mostrat pel cap del programa, d'aquesta manera Justin saboteja la campanya publicitària de Jim Stockewell. Durant la cinquena i darrera temporada, Brian i Justin, la seua relació es torna més inestable. Justin treballa en una versió cinematogràfica de "Rage", però el projecte es cancel·la Quan Justin torna de Los Angeles i ell no troba en Brian el que vol i el deixa. Després de l'explosió d'una bomba a Babylon, Brian admet el seu amor per Justin, demanant-li que es case amb ell. Ells fan plans de boda, però quan la data s'apropa, Justin s'adona que Brian està tractan de convertir-se en algú que no és, només per fer feliç a Justin. De la mateixa manera Brian, s'adona que Justin renuncia a la seua carrera si s'instal·la amb ell. Brian li diu que hauria d'anar a la ciutat de Nova York per seguir la seua carrera artística. Estan d'acord en cancel·lar la boda, dient "no necessitem anells per demostrar que ens estimem l'un a l'altre". Abans d'eixir, Brian i Justin passen una darrera nit junts. Justin li diu a Brian que guarde els anells, Justin i Brian s'asseguren que es veuran amb freqüència.

## Premis
El novembre del 2007, va ser escollit tercer en el "the top 25 Gay characters on television", després de Brian Kinney i Jack McFarland de Will & Grace, que quedaren en primer i segon lloc respectivament.